# Domingo García Heredia
Domingo García Heredia (1904 - ?) fou un futbolista peruà.
Va formar part de l'equip peruà a la Copa del Món de 1930. També participarà en el Campionat sud-americà de 1935. Fou jugador del club Alianza Lima.